# University College Dublin
La University College Dublin (UCD), anteriormente National University of Ireland, Dublin, con más de veinte mil estudiantes, es la mayor universidad de Irlanda. Se encuentra situada en Dublín, la capital del país.
Es una universidad constituyente de la Universidad Nacional de Irlanda.
Los términos del Acta de Universidades de 1997 fueron usados para renombrarla, después de la resolución del Senado de la National University of Ireland.

## Historia
Puede trazarse su historia hasta 1854 como la «Catholic University of Ireland», la universidad moderna recibió su decreto en 1908.

### Catholic University of Ireland

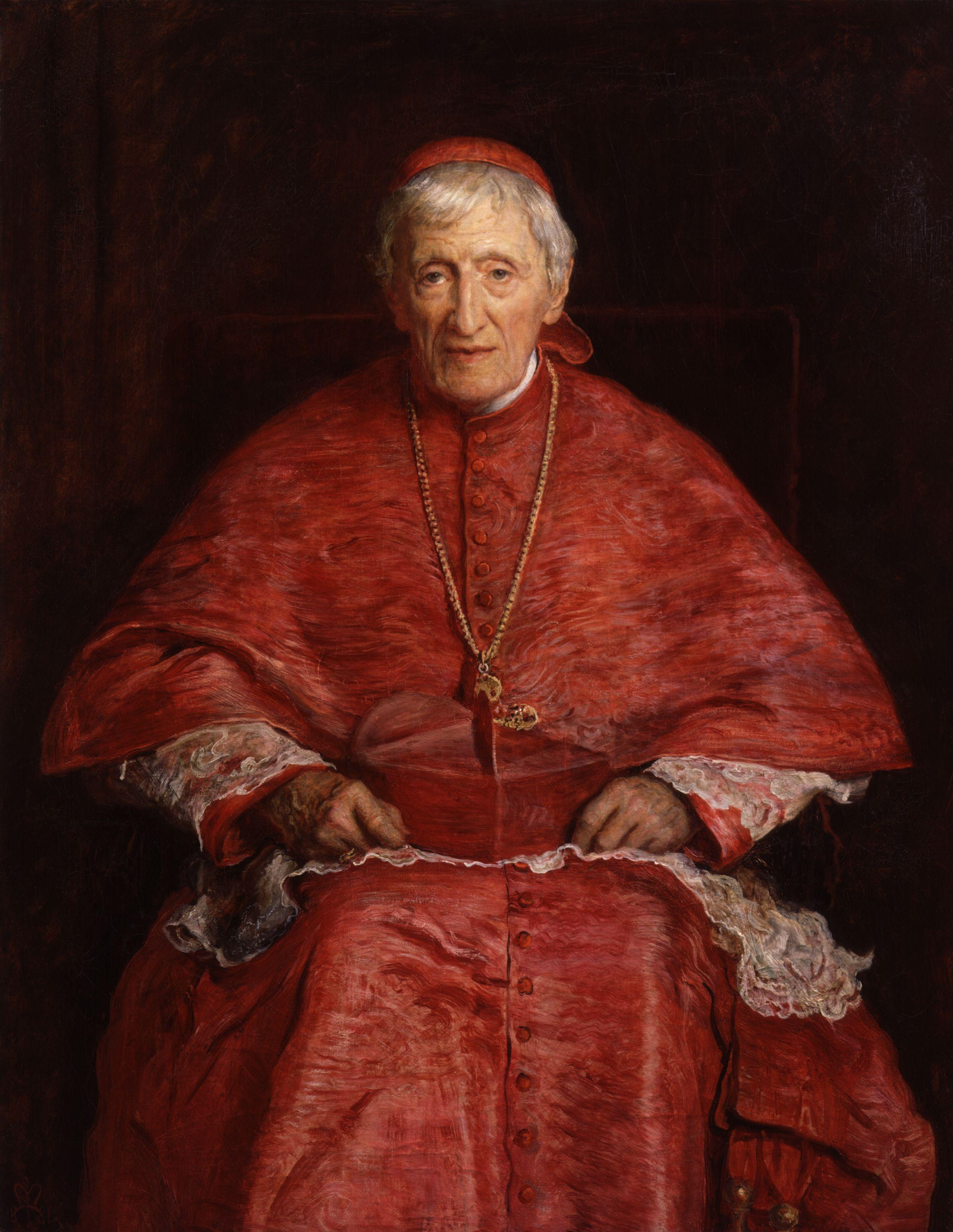
John Henry Newman 1.º rector de la Universidad.

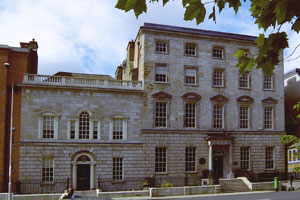
UCD Casa de John Henry Newman

En los años siguientes a la Emancipación Católica en Irlanda un movimiento dirigido por Paul Cullen intentó hacer la educación superior accesible a los católicos irlandeses por primera vez (en su época el Trinity College (Anglicano) aún imponía pruebas religiosas que efectivamente impedían que los católicos asistieran).
Como resultado de estos esfuerzos una nueva Universidad Católica de Irlanda, que fue abierta en 1854 y John Henry Newman fue designado como su primer rector. Inicialmente sólo diecisiete estudiantes se inscribieron, el primero de ellos fue el nieto de Daniel O'Connell.
Como universidad privada la Catholic University nunca obtuvo un decreto real, y por tanto no podía otorgar grados reconocidos y sufrió de dificultades financieras crónicas. Newman dejó la universidad en 1857 y subsecuentemente se vio en un serio declive. Dicha tendencia fue revertida en 1880 con el establecimiento de la Royal University of Ireland (Universidad Real de Irlanda).
El decreto de las Universidades Reales permitía a todos los estudiantes irlandeses presentar exámenes de las Universidades y recibir sus grados. Aunque en muchos aspectos la Catholic University puede ser vista como un fallo, la futura University College heredó activos sustanciales de ella incluyendo una exitosa escuela médica y dos hermosos edificios, Newman House en St. Stephen's Green y la adjunta.

### Fundación

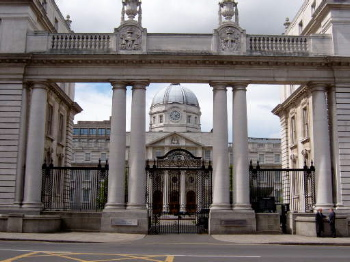
Los edificios de gobierno en Dublín. La antigua ubicación de la facultad de ciencia de la UCD.

Con la finalidad de aprovechar los beneficios de la Royal University la Catholic University fue renombrada University College Dublin. El colegio rápidamente atrajo a muchos de los mejores estudiantes y académicos en Irlanda incluyendo a Gerard Manley Hopkins y James Joyce y rápidamente empezó a despuntar sobre los otros tres colegios en el sistema de la Royal University.
En los quince años antes del establecimiento de la National University, el número de distinciones de primera clase en artes otorgados por la Royal University a la University College fue de 702 comparados con un total de 486 recibidos por las otras tres universidades combinadas (Queen's College of Belfast, Galway y Cork).
Durante este periodo mucho del personal y estudiantes del colegio contribuirían sustancialmente a la formación y desarrollo del futuro estado irlandés, los más famosos siendo Francis Skeffington, Patrick Pearse, Hugh Kennedy, Éamon de Valera, Eoin MacNeill, Kevin O'Higgins, Thomas Kettle, James Ryan, Douglas Hyde y John A. Costello.
En 1908, la Royal University fue disuelta y una nueva National University of Ireland la reemplazó. Ésta nueva universidad surgió con tres universidades constituyentes: Dublín, Cork y Galway. En esta época el campus del colegio consistía en un número de ubicaciones dentro y alrededor de St. Stephen's Green en el centro de la ciudad de Dublín, los principales sitios siendo Earlsfort Terrace, Cecilia Street, el College of Science en Merrion Street, y Newman House en St. Stephen's Green.

### UCD y la formación del Estado Libre Irlandés
En 1913 en respuesta a la formación de la Fuerza Voluntaria del Úlster (vista como una amenaza al movimiento de Gobierno Local) Eoin MacNeill, profesor de la historia temprana irlandesa llamó a la formación de una fuerza nacionalista irlandesa para contra atacarla.
Los Voluntarios Irlandeses fueron formados más tarde en ese año y MacNeil fue elegido como Jefe de personal. En el inicio de la Primera Guerra Mundial en vista del "Ley de Gobierno Local (1914) la mayoría de los voluntarios incluyendo muchos estudiantes y personal del UCD optaron por apoyar el esfuerzo bélico Británico.
Muchos de los que se oponían a este movimiento participaron más tarde en el Levantamiento de Pascua, de esta manera UCD era un reflejo de la comunidad nacionalista irlandesa generalmente con un cierto número de personal y estudiantes participando en el levantamiento mientras otros peleaban (y morían en el caso del profesor de economía nacional Thomas Kettle) para el ejército Británico en Francia. Aquellos participando en el Levantamiento incluyen Patricio Pearse, Thomas MacDonagh, Michael Hayes y James Ryan.
Mucho personal, estudiantes y alumnos del UCD combatieron en la guerra de Independencia irlandesa que siguió al levantamiento. Tras la firma del Tratado Anglo Irlandés, cuatro graduados del UCD se unieron al gobierno del nuevo Estado Libre Irlandés.
Es notable que las casas irlandesas del parlamento estaban ubicadas en el campus Earlsfort Terrace del UCD desde 1919 hasta 1922, cuando se mudaron a su actual ubicación en Leinster House.
Los graduados de la universidad han tenido, desde entonces, un gran impacto en la vida política irlandesa, cuatro de los ocho Presidentes de Irlanda y seis de los diez Taoiseach irlandeses han sido ya sea personal o graduados del UCD. Actualmente de los quince miembros del gabinete Irlandés diez son exalumnos del UCD incluyendo al actual Taoiseach (primer ministro Irlandés) Bertie Ahern.

### Mudanza a Belfield
Para inicios de la década de los 40 el Colegio se había convertido en la institución más grande de tercer nivel en el estado. En un esfuerzo por lidiar con los números aumentados, intentos fallidos fueron llevados a cabo para expandir el existente campus en el centro de la ciudad.
Finalmente se decidió que la mejor solución era mover a la Universidad a unos campos mucho más grandes fuera del centro de la ciudad y crear un moderno campus universitario. Este movimiento comenzó a inicios de los 60 cuando la facultad de ciencia se mucho al nuevo campus de 350 acres (1.4 km²) en Belfield en un suburbio en el lado sur de Dublín. El campus de Belfield ha sido desarrollado desde entonces en un atractivo complejo apaisajado de edificios arquitectónicamente modernos y casas Jorgianas heredadas, recibiendo a la mayoría de colegios de la Universidad así como sus residencias estudiantiles y numerosas instalaciones deportivas y de esparcimiento.
Una de las previas ubicaciones, el Royal College of Science (Colegio Real de Ciencia) en Merrion Street es ahora la ubicación de los renovados Edificios del Gobierno Irlandés, donde se encuentra la oficina del Taoiseach. University College, Dublin tuvo también instalaciones en Glasnevin por la mayor parte del siglo pasado, el Albert Agricultural College, que es ahora parte de Dublin City University.
Bajo el Acta de Universidades de 1997, University College Dublin fue establecido como una universidad constituyente dentro del área de trabajo de la National University of Ireland.

### Desarrollos recientes
En abril del 2006 el colegio anunció un ambicioso plan de desarrollo de edificios y el campus que se espera esté completo para el 2012. Los nuevos desarrollos incluyen el re desarrollo y expansión del edificio Newman, la biblioteca James Joyce, el complejo de ciencia (que será transformado a un costo de €300 millones) y el centro estudiantil (incluyendo una nueva alberca, cámara de debate y teatro).
Adicionalmente un nuevo centro Gateway será construido e incluirá un centro de bienvenida, un cine de arte, un centro de exhibiciones, instalaciones hoteleras y de conferencia, espacio de oficinas para compañías del campus, algunos espacios de venta y nuevas residencias estudiantiles (con espacio para unos 3000 estudiantes extra). El plan total está presupuestado actualmente en un costo de más de €800 millones.
El nuevo logotipo de la universidad que incorpora las palabras UCD Dublin, ha sido sujeto de controversia desde su introducción en agosto del 2005 con un costo de €30.000. La principal causa de desagrado parece ser por el acrónimo, que crea confusión: University College Dublin, Dublin y también ha creado la falsa impresión de un cambio de nombre. Parece que la inclusión pasó desapercibida en todos los niveles de decisión y ha sido comparada a otros errores relacionados con acrónimos en inglés como "ATM machine" (Automatic Teller Machine Machine) o PIN number (Personal Identification Number Number).
En mayo de 2006 fue anunciado que Universitas 21 aceptó a la universidad como miembro.
En 2019 abrió una nueva extensión a la escuela Quinn de negocio, el centro UCD Moore de negocio. Esto duplicó el tamaño de la escuela.
En 2021 UCD anunció un préstamo de €350 millones del EIB para realizar su ambicioso plan de desarrollo del campus valorado a más de un billón de euros, incluyendo un nuevo centro de creatividad, un nuevo centro del futuro de aprendizaje, la fase tres del centro de ciencia y varias renovaciones.

### Rectores
- 2004 – 2013 	Hugh Brady
- 1994 – 2004 	Art Cosgrove
- 1986 – 1993 	Patrick Masterson
- 1972 – 1985 	Thomas Murphy
- 1964 – 1972 	Jeremiah J. Hogan
- 1947 – 1964 	Michael Tierney
- 1940 – 1947 	Arthur W. Conway
- 1908 – 1940 	Denis J. Coffey
- 1851 – 1859 	John Henry Newman

## Academia

### Colegios y escuelas

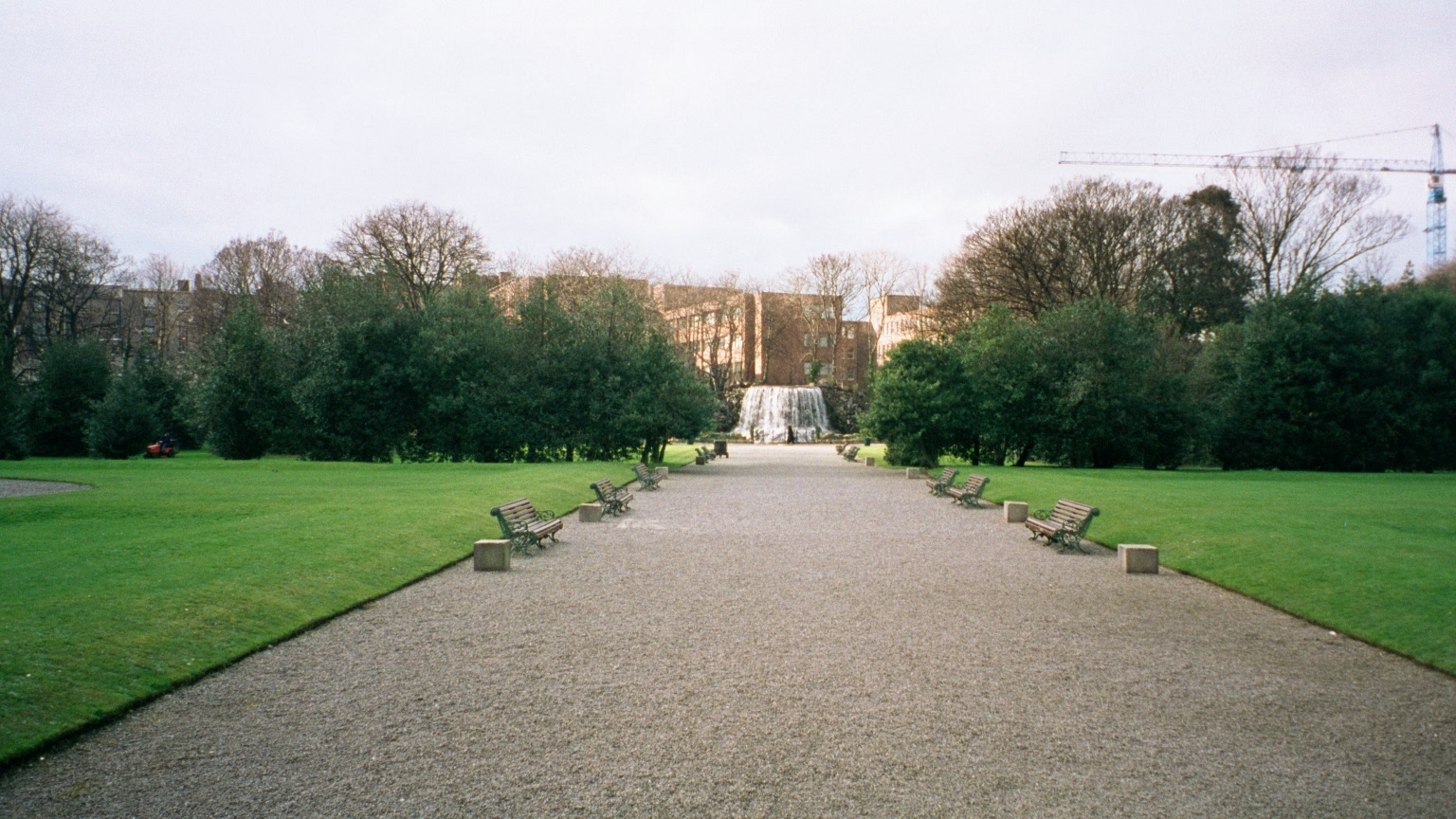
Jardines, University College Dublin.

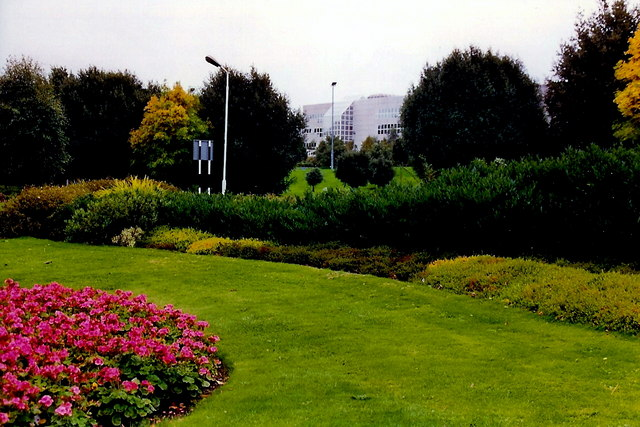
Campus University College Dublin.

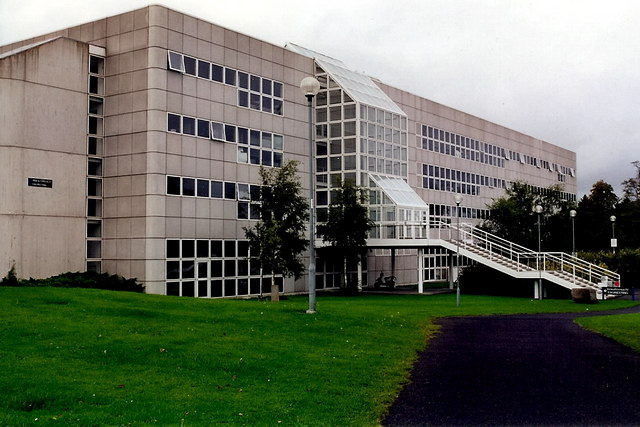
University College Dublin facultad de Microbiología.

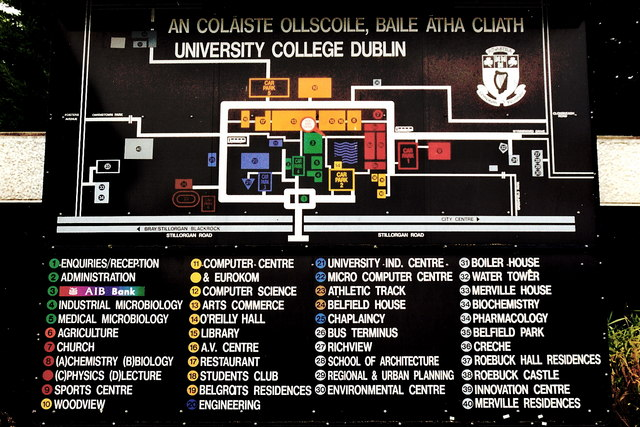
Cartel esquemático de la University College Dublin

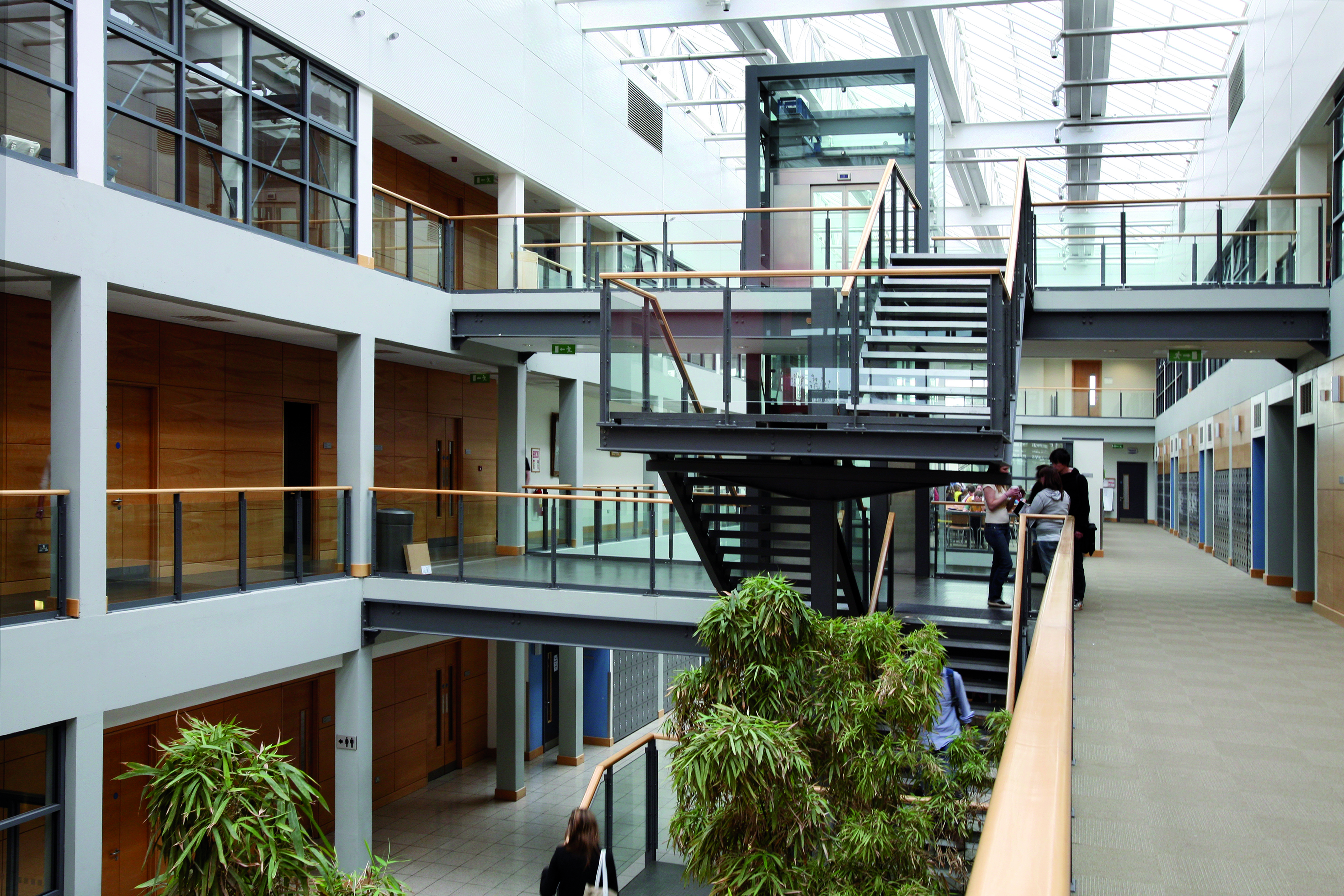
Vista del interior de un edificio de la University College Dublin

Durante el 2005 UCD sufrió un periodo de reestructuración sustancial. La universidad ahora consta de cinco colegios, sus escuelas asociadas (35 en total) y once institutos y centros de investigación. Cada colegio tiene su Escuela de Graduados para posgraduados. Entre las más prominentes está la Escuela de Graduados de Negocios Michael Smurfit, galardonada con la triple acreditación internacional de EQUIS, AACSB y AMBA.
Los nuevos colegios y escuelas son:
- Escuela de Arqueología
- Escuela de Historia del Arte & Política Cultural
- Escuela de Clásicos
- Escuela de Inglés & Drama
- Escuela de Historia & Archivos
- Escuela de Irlandés, Estudios Celtas, Folclore & Lingüística Irlandesa
- Escuela de Lenguas, Literaturas & Cine
- Escuela de Música[7]
- Escuela de Negocios
- Escuela de Derecho[8]
- Escuela de Arquitectura, Paisajismo & Ingeniería Civil
- Escuela ed Ingeniería Química & de Bioproceso
- Escuela de Ingeniería Eléctrica, Electrónica & Mecánica
- Escuela de Ciencias Geológicas
- Escuela de Ciencias Matemáticas
- Escuela de Física[9]
- Escuela de Ciencias Sociales Aplicadas
- Escuela de Economía
- Escuela de Educación & Aprendizaje para la Vida
- Escuela de Geografía, Planificación & Política Ambiental
- Escuela de Información & Estudios Bibliotecarios
- Escuela de Filosofía
- Escuela de Política & Relaciones Internacionales
- Escuela de Psicología
- Escuela de Justicia Social
- Escuela de Sociología[10]
- Escuela de Agricultura, Ciencia Alimenticia & Medicina Veterinaria
- Escuela de Biología & Ciencia Ambiental
- Escuela de Ciencia Biomolecular & Biomédica
- Escuela de Química & Biología Química
- Escuela de Medicina & Ciencias Médicas
- Escuela de Enfermería, Obstetricia & Sistemas de Salud
- Escuela de Fisioterapia & Ciencia del Funcionamiento
- Escuela de Salud Pública & Ciencia de la Población[11]

### Horizontes de la UCD
En el inicio del año académico 2005/2006, UCD introdujo el programa Horizontes, que completamente semestralizo y modelizó todos los cursos para los nuevos estudiantes de pregrado. Previamente, los estudiantes nuevos escogían de un conjunto específico de asignaturas en sus programas individuales.
Bajo el programa Horizontes, los nuevos estudiantes escogen diez módulos de su área específica de estudio y otros dos módulos, que pueden ser de cualquier otro programa del sistema de la universidad. Por ejemplo, un estudiante estudiando el primer año de negocios como su principal programa de estudio puede también escoger un módulo (o dos) del primer año del programa de derecho (sujeto a espacio disponible y restricciones de horario).
Mientras las autoridades de la universidad creen que Horizontes y la modularización son un avance para la UCD, muchos estudiantes se han quejado criticando al nuevo sistema. En particular, los estudiantes de pregrado ya inscritos han pedido más tiempo y consulta en la completa modularización (de todos los años) que está prevista para el 2006 o 2007.

### Reputación
UCD es altamente considerado internacionalmente con muchos de sus graduados yendo a programas de posgrado en otras universidades internacionales de primer nivel, particularmente en los Estados Unidos y el Reino Unido.
Entre sus alumnos más exitosos están los escritores James Joyce, Flann O'Brien, John McGahern, Frank McGuinness, expresidente de Goldman Sachs Peter Sutherland (quién fue presidente de BP y cabeza de la OMC, Comisionado de la Unión Europea y Fiscal General de Irlanda, el presidente de Unilever Niall Fitgerald, expresidente de Heinz Tony O'Reilly, el cuarto Presidente de la India V. V. Giri, y tres de los últimos seis Taoisigh: John Bruton, Garret FitzGerald y Charles Haughey. El Taoiseach actual, Bertie Ahern, asistió a UCD como estudiante pero no se graduó.

## Investigación e innovación
La Universidad es un centro de investigación líder en Irlanda, muchas de sus escuelas son las más grandes y productivas de su tipo en el país. Hay actualmente más de seis mil estudiantes de posgrado involucrados en estudios e investigación de posgrado dentro de las cinco escuelas de graduados dentro de UCD, más que en cualquier otra universidad en Irlanda. El ingreso de las investigaciones para la universidad durante el 2004/5 fue de €90.1 millones. Entre los institutos de investigación de la universidad están:
- Centro de Investigación en Enfermedades Infecciosas
- Centro para la Biología de Síntesis y Química[13]
- Instituto Clinton para Estudios Americanos[14]
- Instituto Conway de Investigación Biomolecular y Biomédica[15]
- Instituto Geary (Investigación para las Ciencias Sociales)[16]
- Instituto Global Irlandés
- Instituto de Humanidades de Irlanda[17]
- Instituto Mícheál Ó Cléirigh (Historia & Civilización Irlandesa)[18]
- Instituto Nacional de Investigación y Entrenamiento de Brioproceso[19]
- Instituto Nacional del Deporte y la Salud
- Instituto Urbano de Irlanda[20]
- Centro O'Kane para Estudios de Cine[21]

La compañía más exitosa relacionada con la universidad es la Registro de Sitios .ie; muchos de los académicos de la universidad continúan en la junta de directores. La universidad originalmente ganó control del dominio .ie a finales de 1980.
Existe una variedad de compañías del campus, muchas concentradas como la iniciativa NovaUCD, para comercializar resultados y oportunidades de investigación; muchas de éstas reflejan la excelencia de la universidad en las ciencias de la vida y tecnología de la información. Estas compañías incluyen:
- Drogas y Datos Analíticos (ADD) (especializada en investigación cerebral
- Investigación el desarrollo de nuevos químicos para tratamiento de enfermedades[23]
- Tecnología médica[24]
- Aprendizaje Transmitido[25]
- Businesscale[26]
- Catalístas Celtas (involucrados en investigación de química quiral)[27]
- ChangingWorlds (desarrolla plataformas de portales multi-acceso e inteligentes para operadores de telefonía celular)[28]
- Conocimiento Internacional Cornerstone[29]
- Crovan[30]
- Cytrea (un grupo de química que se especializa en formulaciones con ciclodextrina para fármacos)[31]
- Tecnologías Duolog[32]
- Unión de Aprendizaje (electrónico)[33]
- Enzolve (un grupo de comercialización de enzimas y proteínas)
- Eventznet[34]
- gsmExchange[35]
- Sistemas Inteligantes de Salud[36]
- Ildana Biotech es un grupo conjunto con la Dublin City University.
- Investigación Clínica de Java[37]
- Tecnologías Lightwave
- Locumotion[38]
- AllaVoca[39]
- Neosera[40]
- Novus (Compañía de administración de servicios financieros y consultoría)
- Firmas Espectrales[41]
- Consultoría Visor[42]

## Vida estudiantil

### La unión de estudiantes

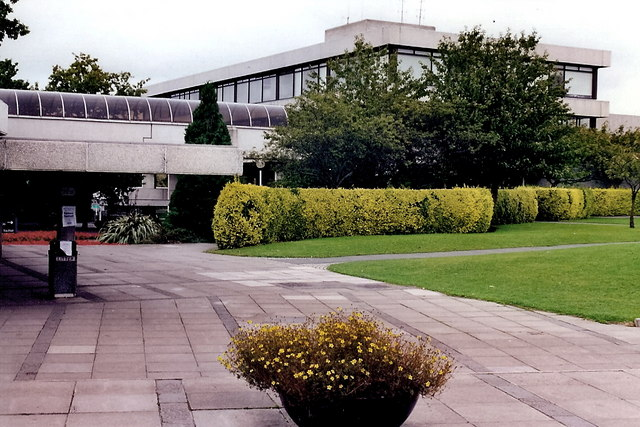
Administración, University College Dublin.

La Unión de Estudiantes UCDSU en el colegio ha sido parte activa de campañas llevads a cabo por la Unión Nacional, USI, y ha tenido un rol significativo en la vida del colegio desde su fundación en 1974.
La Unión ha tomado posiciones significativas en temas de derechos humanos que han llegado a los titulares en Irlanda y alrededor del mundo, particularmente en ser la primera institución en el mundo en implementar un boicot de los productos de Coca-Cola en base en abusos a los derechos humanos y sindicales en Colombia.
Todos los estudiantes de tiempo completo y medio-tiempo de pregrado y posgrado del UCD son miembros de la Unión de Estudiantes. Su principal Cuerpo de Gobierno es el Consejo de la Unión que se reúne cada dos semanas durante el período.
La membresía al Consejo consiste en Cinco Oficiales Sabáticos, los Oficiales Ejecutivos y Representantes de clase electos por miembros de la unión en sus respectivas constituyencias. Los cinco oficiales sabáticos están involucrados en la administración diaria de la unión. Sus periodos comienzan en el mes de julio después de la elección y dura 12 meses. Las Elecciones Sabáticas tienen lugar en febrero de cada año. Los oficiales Sabáticos son usualmente estudiantes que han completado sus cursos o han tomado un año libre.

### Sociedades
Existen actualmente más de cien sociedades estudiantiles en la universidad. Sirven a muchos intereses que van desde sociedades de fiesta como son Qsoc, the C&E, B&L RetroSoc y a grupos religiosos tales como la Unión Cristiana y la Sociedad Islámica, sociedades con finalidad académica como la Sociedad Clásica.
Todos los partidos políticos más grandes están representados en el campus. Los más grandes son Ogra Fianna Fáil (Kevin Barry Cumann) y Jóvenes Fine Gael (John Smyth Branch). Grupos de ala izquierda también están activos, particularmente UCD Juventud Laborista.
La sociedad más grande del campus es la Sociedad de Derecho que tuvo 3,253 miembros del año académico 2005/06 (haciéndola una de las sociedades estudiantiles más grande de Europa) y está entrando en su 96.ª sesión en 2006/07. Los debates tienen lugar cada tarde de martes con debates comédicos en el refrigerio.
El punto cumbre del calendario social es el baile de Derecho y la sociedad también organiza competencias de debate, eventos sociales, Día de los 80 y una competencia en corte abierta. Los ganadores de la competencia en corte abierta avanzan a una competencia contra los ganadores en Trinity College. Algunos auditores han incluido a Michael McDowell y Arthur Cox.
La sociedad más prestigiosa en UCD es la Sociedad Literaria e Histórica (conocida simplemente como la L&H) que fue fundada en 1854 (haciéndola una de las sociedades más antiguas del mundo) bajo la guía de John Henry Newman Es la sociedad de debate más grande de Irlanda y mantiene dos debates semanales durante el periodo. Ha sido nombrada la Sociedad Nacional del Año en varias ocasiones, recientemente en el 2005 en que organizó Campeonato Mundial Universitario de Debate.

### Deportes

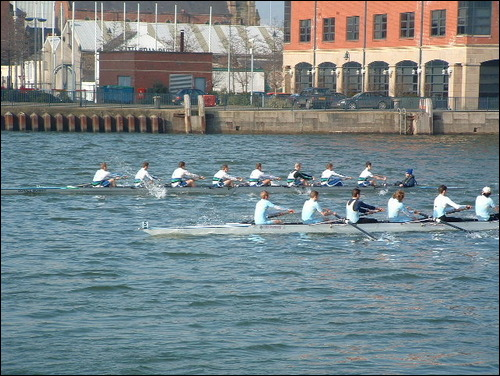
Estudiantes practicando canotaje

UCD tiene una tradición deportiva muy fuerte y un récord de competencia exitoso en una gran variedad de deportes. Los clubes más exitosos durante el 2005/2006 fueron el equipo mayor de hurling (ganadores del Campeonato del Condado de Dublín), el equipo mayor de hockey (ganadores de la Copa Mayor de Leinster), el equipo mayor de basketball (ganadores del Campeonato Universitario), el equipo femenino de voleibol (que ganó el Campeonato Universitario y la Copa de Estudiantes Ingleses), el equipo sub-20 de rugby (que ganó una liga y una copa doble) y el equipo de fútbol, el University College Dublin AFC.
El campus de Belfield alberga algunas de las mejores instalaciones deportivas en Irlanda. Estas incluyen el estadio nacional de hockey (que ha albergado las Campeonato mundial de hockey sobre patines femenino y las Finales del Campeonato Europeo de Hockey Varonil), una pista atlética de tamaño completo, canchas de squash, cortes de tenis, un campo de tiro bajo techo, más de veinte campos deportivos (para rugby, fútbol y juegos gaélicos), una pared de rapel cerrada y dos grandes salones deportivos. Se espera que una alberca sea añadida antes del 2010. Hay más de cincuenta clubes deportivos en UCD.
Éstos sirven para arquería y windsurfing y casi todos los deportes. Probablemente dos de los más grades y exitosos clubes son el club de fútbol (actualmente el único equipo universitario en competir en la primera división de una liga nacional en Europa Occidental) y el club de rugby (actualmente jugando en la Liga AIB división 1).
La Universidad será sede de los Juegos Mundiales Interuniversitarios IFIUS en octubre del 2006.

### Publicaciones y Medios Estudiantiles
La universidad tiene dos periódicos estudiantiles, el University Observer y el tabloide College Tribune. Ambos se publican sobre una base diaria a lo largo del año académico.
El Observer ganó el premio al "Periódico del Año" en los Premios Nacionales de Medios Estudiantiles en abril del 2006, un premio que ha recibido más que cualquier otro periódico estudiantil en Irlanda. Fundada en 1996, su primer editor fue el cómico Dará Ó Briain.
Muchas figuras del periodismo irlandés han tenido la posición de editor incluyendo el diputado editor de noticias del The Irish Times Roddy O'Sullivan, el periodista del The Sunday Business Post Pat Leahy, AFP reportero de negocios de Enda Curran, el periodista del Sunday Independent Daniel McConnell, la reportera de noticias de RTÉ Samantha Libreri y el investigador de televisión Alan Torney.
Los esfuerzos de su personal fueron notados por los prestigiosos Premios The Guardian de Medios Estudiantiles con una nominación para "Mejor Periódico", la primera publicación estudiantil Irlandesa en recibir tal distinción. En 2001, además de varios Premios Nacionales Irlandeses de Medios Estudiantiles, el University Observer obtuvo el premio de primer finalista por "Mejor Publicación" en los Premios The Guardian de Medios Estudiantiles en Londres. Hasta la fecha el Observer ha ganado no menos que 18 Premios Irlandeses de Medios Estudiantiles.
Las secciones principales dentro del periódicos con: campus, noticias nacionales e internacionales, comentarios, opinión y deportes. Además, cada edición incluye un suplemento de estilo de vida llamado O2. El Observer es fundado por la Unión de Estudiantes de la UCD, pero su contenido permanece editorialmente independiente, otorgando una 'Página de la Unión' por edición.
El Tribune fue fundado en 1988 con la asistencia del comentador político Vincent Browne, en ese entonces un estudiante en el colegio, quien notó la falta de un medio independiente para los estudiantes y el colegio en general. Financieramente, es apoyado por publicidad comercial en el periódico y es completamente independiente del colegio y las autoridades de la unión. Antiguos editores incluyen el periodista del Sunday Times Richard Oakley, el reportero del Sunday Tribune Eoghan Rice, Paul Lynch, también del Sunday Tribune, corresponsal de fútbol del Irish Independent Daniel McDonnell, y los hermanos Gary y Fergus O'Shea, ambos ahora en el Irish Sun, que fueron editores en 1996-97 y 2001-02 respectivamente.
Otros contribuyentes incluyen a Dave Kelly, ahora corresponsal de rugby con el Irish Independent, Emmer Oliver, corresponsal de educación medio y negocios para el Irish Times, y Conor Lally, un reportero de noticias con el Irish Times. El College Tribune estaba unido con el nacional Sunday Tribune a través de su conexión con Vincent Browne, pero dicha unión terminó en 1999. El Tribune también se ha distinguido en varias ocasiones en premios nacionales de medios estudiantiles, particularmente en deportes, donde tiene una gran tradición. Peter Lahiff recibió el Premio Guardian a la Diversidad en 2003, el único recipiente basado en Irlanda de cualquier premio Guardian.
Las secciones del Tribune incluyen noticias, artículos, opinión, música, películas, deporte y escritura de color, y es famoso por el lanzamiento de su página satírica The Evil Gerald, un "periódico dentro de un periódico". El Gerald fue seguido por The Turbine en 2003, y han presentado históricas satíricas como al IRA Provisional dejando su búsqueda de la Irlanda Unida en favor de la ocupación de la Isla de Man, y Osama bin Laden robando la Puerta Mágica de Bosco que le permitía entrar a cualquier parte del mundo.
UCD también tiene una estación de radio, Belfield FM, transmitiendo en ocasiones selectas a través del año académico a través del campus en 97.3 FM y en línea a través del sitio de la estación.
Al inicio del año académico 2005-2006, la creación de una estación de televisión estudiantil, llamada Noticias de Televisión del Campus (CTN) fue anunciada. Sin embargo, CTN no ha empezado a transmitir hasta el fin del año académico 2005-2006.